# Jacobaea
Jacobaea es un género de plantas fanerógamas de la familia de las asteráceas.  Comprende 126 especies descritas y de estas, solo 41 aceptadas.

## Taxonomía
El género fue descrito por Philip Miller y publicado en The Gardeners Dictionary...Abridged...fourth edition 1754.
Etimología
Jacobaea: nombre genérico que podría provenir de dos fuentes posibles: (1) de  St. James (Jacob o Jacobo), uno de los 12 apóstoles; o (2) en referencia a la isla de Santiago (Cabo Verde).

El nombre científico aceptado actualmente (Jacobaea) fue propuesta por el botánico escocés Philip Miller (1691-1771) en la publicación ”The Gardeners dictionary, containing the methods of cultivating and improving the kitchen, fruit and flower garden, as also the physick garden, wilderness, conservatory and vineyard” (Cuarta edición, Londres) nel 1754.

## Especies aceptadas
A continuación se brinda un listado de las especies del género Jacobaea aceptadas hasta julio de 2012, ordenadas alfabéticamente. Para cada una se indica el nombre binomial seguido del autor, abreviado según las convenciones y usos.
- Jacobaea abrotanifolia
- Jacobaea adonidifolia Loisel.
- Jacobaea alpina
- Jacobaea ambigua
- Jacobaea analoga
- Jacobaea aquatica  (Hill) P. Gaertn. et al.
- Jacobaea argunensis
- Jacobaea arnautorum
- Jacobaea auricula
- Jacobaea boissieri
- Jacobaea candida (C.Presl) B.Nord. & Greuter - yerba del perro, yerba de la puebla (México).[9]
- Jacobaea cannabifolia
- Jacobaea carniolica
- Jacobaea delphiniifolia
- Jacobaea erucifolia (L.) Gaertn. et al.
- Jacobaea gallerandiana
- Jacobaea gibbosa (Guss.) B. Nord. & Greuter
- Jacobaea gigantea
- Jacobaea gnaphalioides
- Jacobaea incana
- Jacobaea leucophylla
- Jacobaea maritima (L.) Pelser & Meijden
- Jacobaea maroccana
- Jacobaea minuta
- Jacobaea othonnae
- Jacobaea paludosa (Guss.) B. Nord. & Greuter
- Jacobaea persoonii
- Jacobaea raphanifolia  (Wall. ex DC.) B. Nord.
- Jacobaea subalpina
- Jacobaea uniflora
- Jacobaea vulgaris Gaertn.

Fuentes: UniProt, GRIN The Plant List,